# Tafilah (gouvernement)
Het district Tafilah (Arabisch: الطفيلة, Aţ Ţafīlah) is een van de twaalf gouvernementen waarin Jordanië is verdeeld. De hoofdstad is Tafilah. Het district heeft 75.290 inwoners.

## Nahias
Tafilah is verdeeld in drie onderdistricten (Nahia):
1. Al-Hasa
2. Tafila
3. Bisaira

Ajlun · Amman · Akaba · Balka · Irbid · Jerash · Kerak · Ma'an · Madaba · Mafrak · Tafilah · Zarka